# Campeonato Mundial de Esquí Nórdico de 2013
El L Campeonato Mundial de Esquí Nórdico se celebró en la localidad alpina de Val di Fiemme (Italia) entre el 20 de febrero y el 3 de marzo de 2013 bajo la organización de la Federación Internacional de Esquí (FIS) y la Federación Italiana de Deportes de Invierno.

## Esquí de fondo

### Masculino
| Evento                          | Oro                                                                                     | Plata                                                                                       | Bronce                                                                                      |
| ------------------------------- | --------------------------------------------------------------------------------------- | ------------------------------------------------------------------------------------------- | ------------------------------------------------------------------------------------------- |
| Velocidad individual EC (21.02) | Nikita Kriukov · Rusia · 3:30,4                                                         | Petter Northug · Noruega · 3:30,7                                                           | Alex Harvey · Canadá · 3:31,2                                                               |
| Velocidad por equipo EL (24.02) | Rusia · Alexei Petujov · Nikita Kriukov · 21:30,98                                      | Suecia · Marcus Hellner · Emil Jönsson · 21:31,44                                           | Kazajistán · Nikolai Chebotko · Alexei Poltoranin · 21:31,71                                |
| 15 km EL (27.02)                | Petter Northug · Noruega · 34:37,1                                                      | Johan Olsson · Suecia · 34:48,9                                                             | Tord Asle Gjerdalen · Noruega · 34:59,4                                                     |
| 30 km persecución EM (23.02)    | Dario Cologna · Suiza · 1:13:09,3                                                       | Martin Johnsrud Sundby · Noruega · 1:13:11,1                                                | Sjur Røthe · Noruega · 1:13:11,3                                                            |
| 50 km EC (03.03)                | Johan Olsson · Suecia · 2:10:41,4                                                       | Dario Cologna · Suiza · 2:10:54,3                                                           | Alexei Poltoranin · Kazajistán · 2:10:58,2                                                  |
| Relevo 4 × 10 km (01.03)        | Noruega · Tord Asle Gjerdalen · Eldar Rønning · Sjur Røthe · Petter Northug · 1:41:37,2 | Suecia · Daniel Richardsson · Johan Olsson · Marcus Hellner · Calle Halfvarsson · 1:41:38,4 | Rusia · Yevgueni Belov · Maxim Vylegzhanin · Alexandr Legkov · Serguei Ustiugov · 1:41:39,6 |

### Femenino
| Evento                          | Oro                                                                                        | Plata                                                                              | Bronce                                                                                     |
| ------------------------------- | ------------------------------------------------------------------------------------------ | ---------------------------------------------------------------------------------- | ------------------------------------------------------------------------------------------ |
| Velocidad individual EC (21.02) | Marit Bjørgen · Noruega · 3:16,6                                                           | Ida Ingemarsdotter · Suecia · 3:18,9                                               | Maiken Caspersen Falla · Noruega · 3:20,3                                                  |
| Velocidad por equipo EL (24.02) | Estados Unidos Jessica Diggins Kikkan Randall 20:24,44                                     | Suecia · Charlotte Kalla · Ida Ingemarsdotter · 20:32,24                           | Finlandia · Riikka Sarasoja-Lilja · Krista Lähteenmäki · 20:35,39                          |
| 10 km EL (26.02)                | Therese Johaug · Noruega · 25:23,4                                                         | Marit Bjørgen · Noruega · 25:33,6                                                  | Yuliya Chekaliova · Rusia · 25:56,1                                                        |
| 15 km persecución EM (23.02)    | Marit Bjørgen · Noruega · 39:04,4                                                          | Therese Johaug · Noruega · 39:07,8                                                 | Heidi Weng · Noruega · 39:19,3                                                             |
| 30 km EC (02.03)                | Marit Bjørgen · Noruega · 1:27:19,9                                                        | Justyna Kowalczyk · Polonia · 1:27:23,6                                            | Therese Johaug · Noruega · 1:27:28,6                                                       |
| Relevo 4 × 5 km (28.02)         | Noruega · Heidi Weng · Therese Johaug · Kristin Størmer Steira · Marit Bjørgen · 1:00:36,5 | Suecia · Ida Ingemarsdotter · Emma Wikén · Anna Haag · Charlotte Kalla · 1:01:02,7 | Rusia · Yuliya Ivanova · Aliya Iksanova · Mariya Gushchina · Yuliya Chekaliova · 1:01:22,3 |

## Salto en esquí

### Masculino
| Evento                              | Oro                                                                                              | Plata                                                                                  | Bronce                                                                   |
| ----------------------------------- | ------------------------------------------------------------------------------------------------ | -------------------------------------------------------------------------------------- | ------------------------------------------------------------------------ |
| Trampolín normal individual (23.02) | Anders Bardal · Noruega · 252,6 pts.                                                             | Gregor Schlierenzauer · Austria · 248,4 pts.                                           | Peter Prevc Eslovenia 244,3 pts.                                         |
| Trampolín grande individual (28.02) | Kamil Stoch · Polonia · 295,8                                                                    | Peter Prevc Eslovenia 289,7                                                            | Anders Jacobsen · Noruega · 289,1                                        |
| Trampolín grande por equipo (02.03) | Austria · Wolfgang Loitzl · Manuel Fettner · Thomas Morgenstern · Gregor Schlierenzauer · 1135,9 | Alemania · Andreas Wank · Severin Freund · Michael Neumayer · Richard Freitag · 1121,8 | Polonia · Maciej Kot · Piotr Żyła · Dawid Kubacki · Kamil Stoch · 1121,0 |

### Femenino
| Evento                              | Oro                                         | Plata                           | Bronce                                            |
| ----------------------------------- | ------------------------------------------- | ------------------------------- | ------------------------------------------------- |
| Trampolín normal individual (22.02) | Sarah Hendrickson Estados Unidos 253,7 pts. | Sara Takanashi Japón 251,0 pts. | Jacqueline Seifriedsberger · Austria · 237,2 pts. |

### Mixto
| Evento                              | Oro                                                               | Plata | Bronce                                                                                  |
| ----------------------------------- | ----------------------------------------------------------------- | --- | --------------------------------------------------------------------------------------- |
| Trampolín normal por equipo (24.02) | Japón Yuki Ito Daiki Ito Sara Takanashi Taku Takeuchi 1011,0 pts. | Austria · Chiara Hölzl · Thomas Morgenstern · Jacqueline Seifriedsberger · Gregor Schlierenzauer · 986,7 pts. | Alemania · Ulrike Gräßler · Richard Freitag · Carina Vogt · Severin Freund · 984,9 pts. |

## Combinada nórdica
| Evento                           | Oro                                                                                  | Plata                                                                             | Bronce                                                                         |
| -------------------------------- | ------------------------------------------------------------------------------------ | --------------------------------------------------------------------------------- | ------------------------------------------------------------------------------ |
| TN + 10 km individual (22.02)    | Jason Lamy-Chappuis Francia 29:13,2                                                  | Mario Stecher · Austria · 29:13,4                                                 | Björn Kircheisen · Alemania · 29:13,5                                          |
| TG + 10 km individual (28.02)    | Eric Frenzel · Alemania · 27:22,8                                                    | Bernhard Gruber · Austria · 27:59,5                                               | Jason Lamy-Chappuis Francia 28:00,0                                            |
| TN + 4 × 5 km por equipo (24.02) | Francia François Braud Maxime Laheurte Sébastien Lacroix Jason Lamy-Chappuis 57:34,0 | Noruega · Jørgen Graabak · Håvard Klemetsen · Magnus Krog · Magnus Moan · 57:34,4 | Estados Unidos Taylor Fletcher Bryan Fletcher Todd Lodwick Bill Demong 57:38,2 |
| TG + 2 × 7,5 km (02.03)          | Francia Sébastien Lacroix Jason Lamy-Chappuis 35:37,9                                | Austria · Wilhelm Denifl · Bernhard Gruber · 35:54,5                              | Alemania · Tino Edelmann · Eric Frenzel · 36:21,8                              |

## Medallero
| Núm. | País           | Oro | Plata | Bronce | Total |
| ---- | -------------- | --- | ----- | ------ | ----- |
| 1    | Noruega        | 8   | 4     | 6      | 18    |
| 2    | Francia        | 3   | 0     | 1      | 4     |
| 3    | Rusia          | 2   | 0     | 3      | 5     |
| 4    | Estados Unidos | 2   | 0     | 1      | 3     |
| 5    | Suecia         | 1   | 6     | 0      | 7     |
| 6    | Austria        | 1   | 5     | 1      | 7     |
| 7    | Alemania       | 1   | 2     | 2      | 5     |
| 8    | Polonia        | 1   | 1     | 2      | 4     |
| 9    | Japón          | 1   | 1     | 0      | 2     |
| 9    | Suiza          | 1   | 1     | 0      | 2     |
| 11   | Eslovenia      | 0   | 1     | 1      | 2     |
| 12   | Kazajistán     | 0   | 0     | 2      | 2     |
| 13   | Canadá         | 0   | 0     | 1      | 1     |
| 13   | Finlandia      | 0   | 0     | 1      | 1     |
|      | TOTAL          | 21  | 21    | 21     | 63    |